# Rayvon
Bruce Alexander Michael Brewster, conosciuto con lo pseudonimo Rayvon (22 ottobre 1968), è un cantante barbadiano.

## Carriera musicale
Principalmente noto per aver collaborato con il cantante giamaicano Shaggy, il suo album d'esordio, intitolato Hear My Cry, venne pubblicato nel 1997. Il successo negli Stati Uniti arrivò cinque anni prima, con Big Up, in cui canta insieme a Shaggy. Questa risulterà essere la prima di una serie di collaborazioni di successo, che comprenderanno canzoni come In the Summertime o Angel. Il suo secondo album, My Bad, venne pubblicato invece nel 2002 da MCA Records.

## Discografia

### Album
- 1997 - Hear My Cry[2]
- 2002 - My Bad[3]
- 2010 - Rayvon[4]

### Singoli
- 1992 - Big Up (Shaggy featuring Rayvon)
- 1994 - Girls Fresh (Frankie Cutlass featuring Rayvon)[5]
- 1994 - No Guns, No Murder
- 1995 - In the Summertime (Shaggy featuring Rayvon)
- 2001 - Angel (Shaggy featuring Rayvon)
- 2002 - 2-Way
- 2007 - Out Of Control (Shaggy featuring Rayvon)
- 2011 - Selecta
- 2014 - Way Up (Clarence Jey featuring Rayvon)
- 2015 - One More Shot
- 2015 - Nobody's Business (Myra Flynn featuring Rayvon)
- 2015 - Magical (Your Love Is)
- 2016 - Can't Resist Your Touch
- 2016 - Nuff Tings (Chanelle Gray featuring Rayvon)